# VEED Festival 2016
Op het VEED Festival 2016 werden de VEED Awards van 2016 toegekend. Het festival vond plaats in de Westergasfabriek in Amsterdam op 8 april 2016. De presentatie was in handen van Défano Holwijn. Het festival werd bedacht door Kelvin Boerma, Peter de Harder en Mert Ugurdiken en producenten Omar Kbiri, Jacqueline Vizee en Viola Welling.

## Genomineerden en winnaars 2016
Hieronder de volledige lijst van genomineerden in elke categorie. De winnaars zijn in het vet aangeduid.
| Categorie                  | Genomineerden Winnaars                                                      |
| -------------------------- | --------------------------------------------------------------------------- |
| Beste Beauty YouTuber      | Mascha Feoktistova BeautyNezz Vera Camilla Diana Leeflang Teske de Schepper |
| Beste Gaming YouTuber      | Ties Granzier Enzo Knol Milan Knol Giovanni Latooy GameMeneer               |
| Beste Muziek Artiest       | Ponkers Teske de Schepper Zomaer Furtjuh Dee van der Zeeuw                  |
| Beste Vlogger              | Enzo Knol Jill van Dooren Mascha Feoktistova Monica Geuze Youssef Kouhkouh  |
| Vodafone YOU Talent Award  | Sara Jeroen van Holland Annemarie de Kleine Michelle Boncolor               |
| Beste Comedy Channel       | Sophie Milzink Furtjuh Dylan Haegens Joost Klein Mert Ugurdiken             |
| Beste Mannelijke YouTuber  | Kelvin Boerma Enzo Knol Furtjuh Dylan Haegens Youssef Kouhkouh              |
| Beste Vrouwelijke YouTuber | BeautyNezz Teske de Schepper Jill van Dooren Bibi Breijman Sophie Milzink   |
| Beste YouTube Channel      | StukTV Teske de Schepper Enzo Knol Furtjuh Dylan Haegens                    |